# Attalea kewensis
Attalea kewensis là loài thực vật có hoa thuộc họ Arecaceae. Loài này được (Hook.f.) Zona mô tả khoa học đầu tiên năm 2002.